# Автошлях B28 (Німеччина)
Федеральний автошлях 28 (B28, нім. Bundesstraße 28)  — німецький федеральний шлях. Дорога пролягає на захід через Баден-Вюртемберг від східної кінцевої станції французького національного маршруту 4 у Страсбурзі, після перетину річки Рейн у Келі, до Зендена в Баварії, де вона закінчується на A7.